# Pomerânia do Norte
Pomerânia do Norte (em alemão: Nordvorpommern) foi um distrito (kreis ou landkreis) da Alemanha localizado no estado de Meclemburgo-Pomerânia Ocidental. Na reforma distrital de setembro de 2011, Pomerânia do Norte foi unida ao novo distrito de Pomerânia Ocidental-Rúgia.

## Cidades e municípios
| Cidades (livres):    | Municípios (livres):   |
| 1. Grimmen 2. Marlow | 1. Süderholz 2. Zingst |

| Ämter | Ämter | Ämter |
| --- | --- | --- |
| - 1. Altenpleen 1. Altenpleen1 2. Groß Mohrdorf 3. Klausdorf 4. Kramerhof 5. Preetz 6. Prohn - 2. Barth 1. Bartelshagen 2. Barth1, 2 3. Divitz-Spoldershagen 4. Fuhlendorf 5. Karnin 6. Kenz-Küstrow 7. Löbnitz 8. Lüdershagen 9. Pruchten 10. Saal 11. Trinwillershagen - 3. Darß/Fischland 1. Ahrenshoop 2. Born auf dem Darß1 3. Dierhagen 4. Prerow 5. Wieck auf dem Darß 6. Wustrow | - 4. Franzburg-Richtenberg 1. Franzburg1, 2 2. Glewitz 3. Gremersdorf-Buchholz 4. Millienhagen-Oebelitz 5. Papenhagen 6. Richtenberg2 7. Splietsdorf 8. Velgast 9. Weitenhagen 10. Wendisch Baggendorf - 5. Miltzow 1. Elmenhorst 2. Sundhagen1 3. Wittenhagen - 6. Niepars 1. Groß Kordshagen 2. Jakobsdorf 3. Kummerow 4. Lüssow 5. Neu Bartelshagen 6. Niepars1 7. Pantelitz 8. Steinhagen 9. Wendorf 10. Zarrendorf | - 7. Recknitz-Trebeltal 1. Bad Sülze2 2. Dettmannsdorf 3. Deyelsdorf 4. Drechow 5. Eixen 6. Grammendorf 7. Gransebieth 8. Hugoldsdorf 9. Lindholz 10. Tribsees1, 2 - 8. Ribnitz-Damgarten 1. Ahrenshagen-Daskow 2. Ribnitz-Damgarten1, 2 3. Schlemmin 4. Semlow |
| 1sede do Amt; 2cidade | | |